# Karl Fritsch
Karl Fritsch (16. srpna 1812 Praha – 26. prosince 1879 Salcburk) byl rakouský geofyzik, meteorolog a biolog.
V letech 1833 až 1836 studoval Fritsch práva na pražské univerzitě. Po úspěšném absolvování získal místo koncipienta. Od roku 1838 pracoval u Karla Kreila na pražské univerzitní hvězdárně.
V letech 1846 až 1848 pracoval Fritsch společně s Kreilem na určování geomagnetické a geografické polohy míst v celém Rakousku. Když byl Kreil v červenci 1851 pověřen vedením Ústředního ústavu pro meteorologii a geodynamiku ve Vídni, Fritsch dělal jeho zástupce. Po Kreilově smrti v roce 1862 Fritsch tento ústav vedl.
V roce 1865 založil Fritsch spolu s některými kolegy Rakouskou společnost pro meteorologii. Po odchodu do důchodu v roce 1872 se usadil v Salcburku a převzal vedení městské meteorologické stanice.
Fritsch napsal řadu prací o periodických jevech v rostlinném a živočišném světě v závislosti na periodických meteorologických jevech, a je proto považován za zakladatele fenologie v Rakousku. Mimořádně přispěl do sítě synoptického pozorování počasí ve střední Evropě.
Botanik Karl Fritsch (1864–1934) je jeho syn.